# Джон Маршал
Джон Маршал (на английски: John Marshall, 24 септември 1755 – 6 юли 1835) е американски държавник и юрист, който оформя американското конституционно право и прави Върховния съд център на властта.
От 4 февруари 1801 г. до смъртта си Маршал е върховен съдия на Съединените щати. От 4 март 1799 до 7 юни 1800 г. той служи като член на Камарата на представителите на САЩ, а от 6 юни 1800 г. до 4 март 1801 г. е държавен секретар в правителството на президента Джон Адамс. Маршал произхожда от Вирджиния и е член на Федералистката партия.
Джон Маршал е най-дълго служещият върховен съдия в историята на САЩ и изиграва значителна роля във формирането на американската правна система. Най-важният му принос е установяването на практиката на съдебен надзор, властта да се отменят закони, противоречащи на Конституцията, като по този начин затвърждава ролята на съдебната система като независим и влиятелен клон на държавната власт. Маршал прави няколко важни решения относно баланса на властта между федералното и щатските правителства, утвърждавайки върховенството на федералния закон над щатските закони и поддържа разширеното четене на изброените власти (чл. 1, ал. 8 на Конституцията).
Маршал полага началото на практиката Съдът да обявява еднолично мнение, а не всеки съдия да пише свое собствено мнение (seriatum мнение), практика, поддържана и до днес в страни от системата на общото право като Великобритания и Австралия. Маршал участва в над 1000 съдебни решения, като собственоръчно пише 519 от тях. Той установява Върховния съд като крайната власт по въпроси на конституционното право в САЩ.